# Sikträsk
Sikträsk är en by och tågmötesstation i Gällivare kommun i Lappland, Norrbottens län.
Sikträsk är beläget längs malmbanan cirka 12 kilometer nordväst om Gällivare, vid sjön Sikträsket. Stationsstugan i byn uppfördes 1913. Under år 2025 planeras det att genomföras en ombyggnation av järnvägen för att möjliggöra att längre tåg kan mötas där, vilket ökar kapaciteten för att köra fler tåg längs banan. 
Sikträsk har vägförbindelse med Gällivare och Lina älvs by. I juli 2019 fanns det enligt Ratsit 27 personer över 16 år registrerade med Sikträsk som adress.